# Radzany
Radzany – część wsi Gostynie w Polsce położona w województwie wielkopolskim, w powiecie kaliskim, w gminie Ceków-Kolonia.
Radzany wchodzą w skład sołectwa Gostynie.
W latach 1975–1998 Radzany należały administracyjnie do województwa kaliskiego.